# Red Rock Bridge
Die Red Rock Bridge war eine Brücke über den Colorado River in Topock, Arizona, die von der Atlantic and Pacific Railroad zur Überquerung des Flusses genutzt wurde. Das Bauwerk wurde 1890 errichtet und ersetzte eine hölzerne Brücke aus dem Jahr 1883, die während der Frühjahrshochwasser mehrmals weggespült worden war. Die Eisenbahn nutzte die Brücke bis zum Bau einer neuen Brücke im Jahr 1945. Danach wurde die Red Rock Bridge zu einer Straßenbrücke umgebaut, um den Kraftfahrzeugverkehr auf der Route 66 aufzunehmen. Diese Funktion erfüllte die Brücke von 1947 bis 1966, als die Route 66 durch die Interstate 40 ersetzt wurde. Die Brücke wurde aufgelassen und schließlich 1976 abgebaut.

## Geschichte

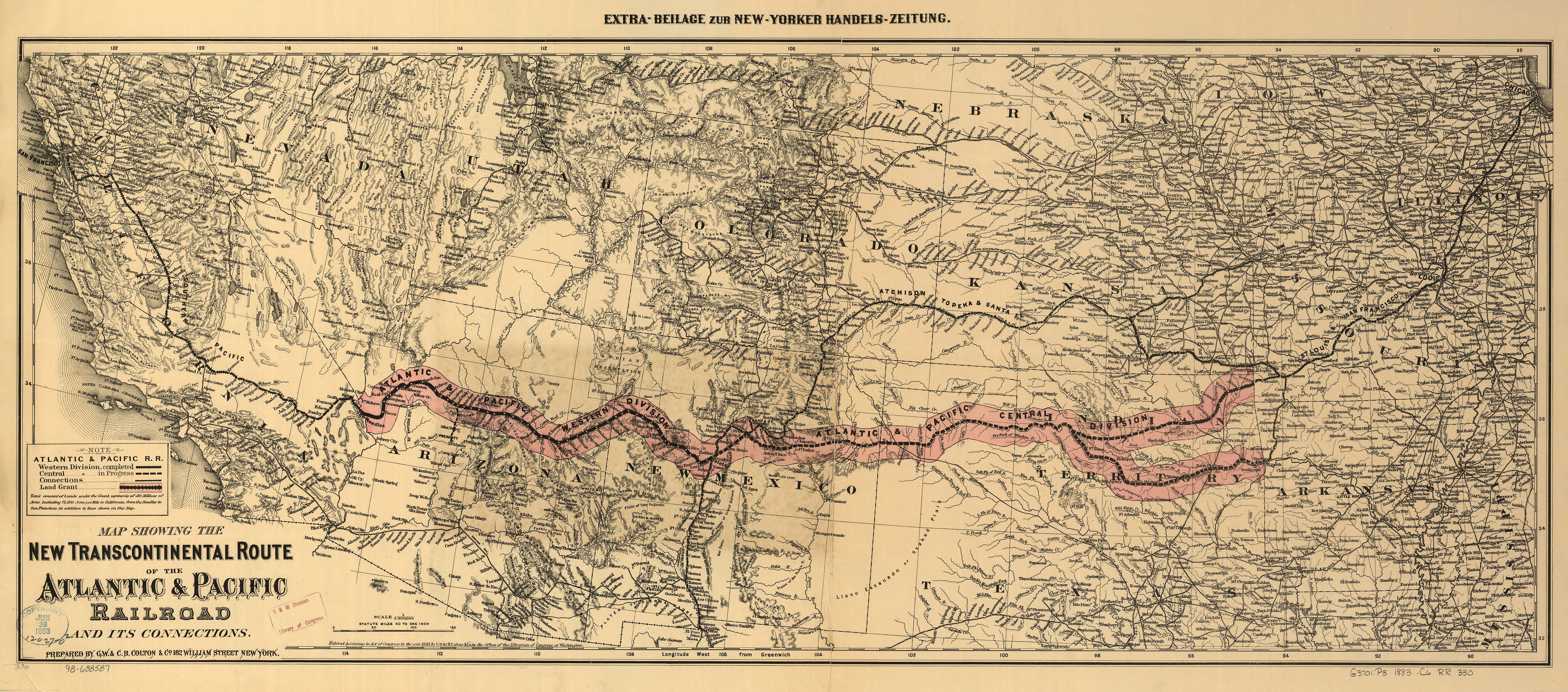
Streckenkarte der Atlantic & Pacific

Im Jahr 1880 begann die Atlantic & Pacific Railroad mit dem Bau einer Bahnstrecke von Isleta, New Mexico nach Westen, um die Southern Pacific in Needles, Kalifornien auf dem westlichen Ufer des Colorado River direkt nördlich von Topock zu treffen. Die Southern Pacific baute gleichzeitig von Mohave nach Needles in östlicher Richtung. Der Bau der Strecke erreichte 1882 Kingman, Arizona. Der erste Brückenbau über den Colorado River war ein Bauwerk aus Holz und wurde im Mai 1883 fertiggestellt. Die beiden Eisenbahnen trafen sich schließlich am 9. August desselben Jahres in Needles. Der Flussübergang befand sich in Eastbridge, etwa fünf Kilometer südlich von Needles. Diese Brücke war mehr als 490 m lang und auf Pfeilern gegründet, die in den alluvialen Grund der Flussaue des Mohave Valley getrieben wurden. Die Brücke hatte somit keine solide Basis auf dem Ufer.
Die hölzerne Brücke wurde 1884 weggespült, wiederaufgebaut und 1886 erneut zerstört und noch einmal im Jahr 1888. Deswegen suchte die Eisenbahngesellschaft nach einer besseren Stelle und einer verbesserten Brücke, die den starken Hochwassern des Flusses zur Schneeschmelze widerstehen könnte. Die neue Flussquerung befand sich etwa 15 km weiter südlich bei Topock, wo die Brücke auf Fels gegründet werden konnte.
1890 beauftragte die Eisenbahn die Phoenix Iron Company mit dem Bau einer neuen Brücke. Diese war eine der ersten aus Stahl gebauten Brücken des Landes, und ihr Bau kostete fast 500.000 $, was damals als sehr teuer galt. Die Brücke war eine eingleisige, rund 300 m lange Kragträgerbrücke. Die Brücke hatte eine zentrale Hauptspanne mit einer Länge von 100 m und einer lichten Höhe über dem Hochwasserstand des Flusses von 12 m; sie bestand aus 750 Tonnen Stahl. Ihre Planung stammte von John Alexander Low Waddell, der den Bau überwachte. Die Brücke wurde innerhalb von 80 Tagen errichtet und war zu dem Zeitpunkt die längste Kragträgerbrücke in den Vereinigten Staaten.
Die Brücke wurde gebaut am Eingang des Mohave Canyon, in der Topock Gorge, auf Pfeilern aus rotem Sandstein, der in Prescott Junction gebrochen wurde. Die Pfeiler auf jedem der beiden Ufer sind zweihundert Meter voneinander entfernt – ein dritter befindet sich dazwischen im Fluss, 43 m vom westlichen Ufer entfernt – wurden von Sooysmith & Co. gebaut. Die Anbindung der neuen Brücke an die Bestandsstrecke erforderte eine Neutrassierung der Bahn auf einer Länge von etwa 21,5 km. Davon lagen 16 km auf der kalifornischen Seite und etwa 5,5 km auf der Seite Arizonas.
Wegen der zunehmenden Gewichte der Züge wurde die Brücke 1901 mit zusätzlichen Trägern und Balken verstärkt. Noch schwerere Lokomotiven erforderte 1910 eine weitere Verstärkung des Fachwerks.

## Frühe Nutzung durch Kraftfahrzeuge
Automobile auf der National Old Trails Road überquerten den Colorado River zu Beginn des 20. Jahrhunderts mit der Fähre in Needles. Ein Hochwasser unterbrach 1914 den Betrieb der Fähre, und die Brücke wurde durch Fahrzeuge genutzt. Die Eisenbahnangestellten erlaubten ihre Verwendung zwischen den planmäßigen Zügen. Dazu wurden Bohlen über die Schienen gelegt. Die Bahngesellschaft verlangte dafür von den Autofahrern eine Maut. Diese Praxis wurde fortgesetzt, bis am 20. Februar 1916 die etwa 250 m entfernte Old Trails Bridge eröffnet wurde.

## Wildreservat
1941 wurden rund 50 km des Unterlaufes des Colorado River, zwischen Needles und Lake Havasu City, Arizona als Havasu National Wildlife Refuge unter Schutz gestellt, um ein Habitat für Zugvögel zu schaffen. Die Red Rock Bridge befand sich innerhalb des Reservats.

## Neubau
1945 baute die Bahngesellschaft (inzwischen die Santa Fe) etwa 200 m flussaufwärts eine neue Eisenbahnbrücke zusammen mit einer Neutrassierung der Bahnstrecke auf einer Länge von etwa 8 km westlich der Red Rock Bridge. Die Bahngesellschaft hatte sich bei der Genehmigung bereiterklärt, die alte Brücke zu entfernen. Da die nahegelegene Old Trails Bridge sich als unzureichend für den inzwischen stark angestiegenen Personen- und Lastwagenverkehr der Route 66 erwies, entschied man sich für die Nutzung der Brücke für den Straßenverkehr. Der Umbau der Brücke für diesen Zweck war günstiger als ihr Abriss. Ein Gesetzentwurf, der von Arizonas Senator Ernest McFarland am 30. November 1944 eingebracht und später vom Kongress der Vereinigten Staaten verabschiedet wurde, erlaubte die Übereignung der Brücke von der Bahngesellschaft an die Bundesstaaten Kalifornien und Arizona. Präsident Roosevelt unterschrieb das Gesetz am 6. Januar 1945, und die beiden Bundesstaaten wurden am 24. August 1945 im Amtsbüro von Arizonas Gouverneur Sidney Osborn gemeinsame Eigentümer der Brücke. Neben der Brücke wurden noch mehrere Kilometer der nicht mehr benötigten Bahntrasse im Umfeld der Brücke übereignet. Die Schwellen wurden entfernt und mit einer Fahrbahndecke aus Beton ersetzt, was etwa 60.000 US-Dollar kostete. Kalifornien stellte 130.000 US-Dollar für das Projekt zur Verfügung, das auch die Arbeit an den Brückenzufahrten beinhaltete. Die Brücke ermöglichte den Übergang über den Fluss ohne das Gewichtslimit, das für die Old Trails Bridge galt. Am 21. Mai 1947 wurde die Red Rock Bridge für den Kraftfahrzeugverkehr freigegeben. Sie diente diesem Zwecke über fast zwanzig Jahre hinweg, bis die Interstate 40 mit einer vierstreifigen Stahlbrücke fertiggestellt war. Die alte Brücke wurde 1966 aufgelassen und stand ohne Verwendung, bis sie 1976 abgerissen wurde.

## Belege
1. 1 2  
Richard E. Lingenfelter: Steamboats on the Colorado River, 1852–1916. The University of Arizona Press, Tucson 1978, ISBN 0-8165-0650-7, S. 82 (az.gov [PDF; abgerufen am 18. April 2017]).
2. ↑  
Linda Fitzpatrick, James M. Conkle: Needles, Images of America. Arcadia Publishing, 2010, ISBN 978-0-7385-8064-7, S. 29 (google.com).
3. 1 2 3 4 5  
Russell A. Olsen: The Complete Route 66 Lost & Found. Voyageur Press, 2008, ISBN 978-1-61060-013-2, S. 288 (google.de).
4. 1 2  
Steel Construction Digest. American Institute of Steel Construction, 1944.
5. ↑  
Henry Grattan Tyrell: History of Bridge Engineering. The G. B. Williams Co. Printers, Chicago 1911, S. 273–274 (Textarchiv – Internet Archive).
6. ↑  
Pete Lowenthal:  The New Bridge In: The Arizona Sentinel, Newspapers.com, 9. Februar 1889, S. 3. Abgerufen am 18. April 2017
7. ↑  
Joe Sonderman: Images of American Route 66 in Arizona. Arcadia Publishing, 2010, ISBN 978-0-7385-7942-9, S. 127 (google.com).
8. ↑  
About the Refuge – Havasu National Wildlife Refuge. In: fws.gov. Abgerufen am 26. April 2017.
9. 1 2 3 4  
 $130,000 Allocated For Desert Highway Bridge In: The San Bernardino County Sun, Newspapers.com, 20. Juli 1945, S. 5. Abgerufen am 24. April 2017
10. ↑  
 Uncle Sam Offered A.T.&S.F. Bridge In: Oakland Tribure, Newspapers.com, 30. November 1944, S. 11. Abgerufen am 18. April 2017
11. ↑  
 Bill Signed to Convey Bridge to West States In: Tucson Daily Citizen, Newspapers.com, 6. Januar 1945, S. 9. Abgerufen am 18. April 2017
12. ↑  
 Railway Bridge Is To Carry Highway In: Tucson Daily Citizen, Newspapers.com, 24. August 1945, S. 14. Abgerufen am 18. April 2017